# Wilhelm W. Hoffmann
Wilhelm Wendelin Hoffmann (* 8. Juli 1890 in Mannheim; † 30. Dezember 1969) war ein deutscher Architekt und Architekturhistoriker.

## Leben
Hoffmann war ein Sohn des Architekten und Baumeisters Joseph Hoffmann (1857–1944) und Großneffe des Ludwigshafener Bürgermeisters und Baumeisters Joseph Hoffmann. Über seine Mutter war er ein Urenkel des Unternehmers Joseph Vögele.
Nach dem Besuch des Karl-Friedrich-Gymnasiums in Mannheim, wo er 1909 sein Abitur bestand, und dem Militärdienst als Einjährig-Freiwilliger beim Feldartillerie-Regiment Nr. 50 in Karlsruhe studierte Hoffmann ab 1910 Architektur an der Technischen Hochschule Dresden. Unterbrochen wurden seine Studien durch den Ersten Weltkrieg, an dem er als Leutnant der Reserve teilnahm. Im Dezember 1918 kehrte er zu praktischen Arbeiten im väterlichen Unternehmen vorübergehend nach Mannheim zurück. Im Herbst 1919 bestand er in Dresden die Diplom-Hauptprüfung. 1920 trat er endgültig in das väterliche Architekturbüro ein, das dieser ab 1920 gemeinsam mit dem Architekten Rudolf Tillessen führte. 1923 promovierte Hoffmann an der Technischen Hochschule Darmstadt mit einer Dissertation über die Bauten des kurpfälzischen Hofbaumeisters Franz Wilhelm Rabaliatti in Mannheim, Schwetzingen und Heidelberg. Angeregt hatte die Arbeit der damalige Direktor des Kurpfälzischen Museums in Heidelberg Karl Lohmeyer, mit dem ihn später eine enge Freundschaft verband. Beide unternahmen mehrere gemeinsame Studienreisen. In den folgenden Jahren verfasste Hoffmann weitere Beiträge zur Geschichte des kurpfälzischen Barock und 1934 noch einmal eine größere Monografie über Rabaliatti, die in der Reihe Meister und Werke des Rheinisch-Fränkischen Barocks im Heidelberger Verlag Carl Winter erschien.
Bereits 1925 war der Vater aus dem Architekturbüro ausgeschieden, das Wilhelm W. Hoffmann zunächst gemeinsam mit Tillessen und nach dessen Tod 1926 alleine weiterführte. In den Jahren bis 1958 entstanden zahlreiche Bauten in Mannheim und der weiteren Region nach seinen Plänen, darunter größere Villenneubauten, Geschäfts- und Industriebauten unter anderem für die Aktienbrauerei Bürgerbräu in Ludwigshafen, die Dresdner Bank in Mannheim, die Mannheimer Malzfabrik und die Maschinenfabrik Joseph Vögele.
Nach dem Zweiten Weltkrieg war er auch am Wiederaufbau der Stadt Mannheim beteiligt, zuletzt mit der Wiederherstellung der Kirche des katholischen Bürgerspitals. Auf Grund seines Engagements für den Erhalt der verbliebenen Reste der historischen Bausubstanz wurde Hoffmann 1946 zum ehrenamtlichen Pfleger für die Bau- und Kunstdenkmäler des Stadtkreises Mannheim ernannt, diese Funktion nahm er bis 1958 wahr. Er erstellte ein Verzeichnis der Kunstdenkmäler und setzte sich für die Wiederherstellung historischer Bauten des 18. Jahrhunderts ein. Als sich nach dem Krieg die Gesellschaft der Freunde Mannheims und der ehemaligen Kurpfalz neu konstituierte, war Hoffmann ebenfalls beteiligt und gehörte mehrere Jahre lang dem Vorstand an. 1958 setzte er sich zur Ruhe und übersiedelte nach Baden-Baden.

## Auszeichnungen
- 1957: Schillerplakette der Stadt Mannheim

## Schriften
- Karl Theodor und die Baukunst in Mannheim. In: Alt-Düsseldorf, 1924.
- Zur Baugeschichte der Mannheimer Sternwarte. In: Mannheimer Geschichtsblätter, 1925.
- Sigismund Zeller. In: Neues Archiv für die Geschichte der Stadt Heidelberg, 1927.
- Franz Wilhelm Rabaliatti. Kurpfälzischer Hofbaumeister. Heidelberg 1934.
- Das ehemalige Mühlauschlößchen in Mannheim. In: Festschrift für Karl Lohmeyer. 1954.
- Die Wiederherstellung der Kirche des katholischen Bürgerhospitals in Mannheim. In: Mannheimer Hefte, Nr. 3 / 1957.